# Herb Fromborka
Herb Fromborka – jeden z symboli miasta Frombork i gminy Frombork w postaci herbu.

## Wygląd i symbolika
Herb przedstawia w polu czerwonym mury miejskie srebrne z dwoma takimiż wieżami i zamkniętymi wrotami złotymi. Nad nią, między wieżami postać Madonny od pasa w górę w płaszczu niebieskim z dzieciątkiem na ręku.
Madonna na bramie miejskiej jest godłem mówiącym. Nawiązuje do niemieckiej nazwy Fromborka – Frauenburg (pol. Gród Pani).
Kolory w herbie Fromborka symbolizują: srebro – czystość, prawdę, niewinność; złoto – wiarę, stałość, mądrość, chwałę; błękit – czystość, lojalność, wierność; czerwień – umiarkowanie.

## Historia
Pierwotnie kapituła warmińska, która miała siedzibę we Fromborku na swoich pieczęciach używała albo tylko wyobrażenia Marii, albo herbu kapituły – półkrzyża i fromborskiej bramy miejskiej. Brama była zawsze przedstawiana z trzema wieżami (bez postaci Marii) i w takiej formie weszła do herbu zarówno kapituły, jak i dawnego herbu Olsztyna.
W czasach pruskich w herbie Fromborka widniała brama również z trzema wieżami (biała na czerwonym polu), a nad środkową wieżą umieszczona była postać Marii w niebieskiej szacie bez Dzieciątka i bez aureoli. Później środkowa wieża stała się niewidoczna, całkowicie zasłonięta przez postać Marii.